# Helena Solberg
Helena Solberg (Rio de Janeiro, 17 de junho de 1938) é uma cineasta, produtora e roteirista brasileira. Ela é reconhecida como a única diretora mulher a participar do Cinema Novo.
Entre seus principais trabalhos, se destacam o documentário Carmen Miranda: Bananas is my Business de 1995, e Vida de Menina, uma adaptação do livro Minha Vida de Menina, de Helena Morley. O filme chegou a ganhar seis prêmios no Festival de Gramado, em 2004.
Em 2018, Helena Solberg tornou-se membro da Academia de Artes e Ciências Cinematográficas de Hollywood.

## Biografia
Maria Helena Collet Solberg nasceu no Rio de Janeiro, filha da brasileira Celina Ribeiro e do norueguês Hans Birger Dimitri Collet Solberg. Morou durante muito tempo em Nova York, e firmou-se como produtora e diretora de documentários no Brasil e nos Estados Unidos. Começou sua carreira a partir do contato com grandes nomes do Cinema Novo, como Cacá Diegues e Arnaldo Jabor, com quem conviveu durante os estudos na Pontifícia Universidade Católica do Rio de Janeiro, e, posteriormente, com Joaquim Pedro de Andrade, Paulo César Saraceni e Mário Carneiro.
No jornal Metropolitano a cineasta começou o trabalho de repórter. Por dominar o inglês e francês era requisitada para fazer entrevistas com personalidades estrangeiras – talvez, também seja esse o início da carreira de documentarista. Helena, ainda adolescente, entrevistou, por exemplo, a escritora Clarice Lispector, e os filósofos Simone de Beauvoir e Jean Paul Sartre quando estiveram de passagem ao Brasil.
Sua estreia como cineasta se deu em 1966 com o curta-metragem A Entrevista. Em 1969, dirigiu o documentário Meio-dia, dessa vez uma ficção sobre a revolta de alunos em sala de aula, que tem como contexto o período da ditadura e a música de Caetano Veloso, É proibido proibir. Na década de 1970, passou a residir nos Estados Unidos, onde permaneceu por cerca de 30 anos. A partir dos anos 1980, dirigiu uma série de documentários para canais de televisão internacionais, como HBO, PBS, Channel 4, Rádio e Televisão de Portugal, National Geographic Channel, entre outros. Seus documentários e longas-metragens abordam tópicos diversos, como as vidas das mulheres na América Latina, problemas contemporâneos vividos por pessoas nativas das Américas do Sul e Central, como no filme From the Ashes: Nicaragua Today, que narra as raízes do Movimento Nacional de Libertação da Nicarágua, que leva à Revolução Sandinista e à derrubada da ditadura de Anastásio Somoza Debayle, em 1979. Também são investigadas as sucessivas invasões de tropas americanas de fuzileiros navais ao país, ao longo do século XX.

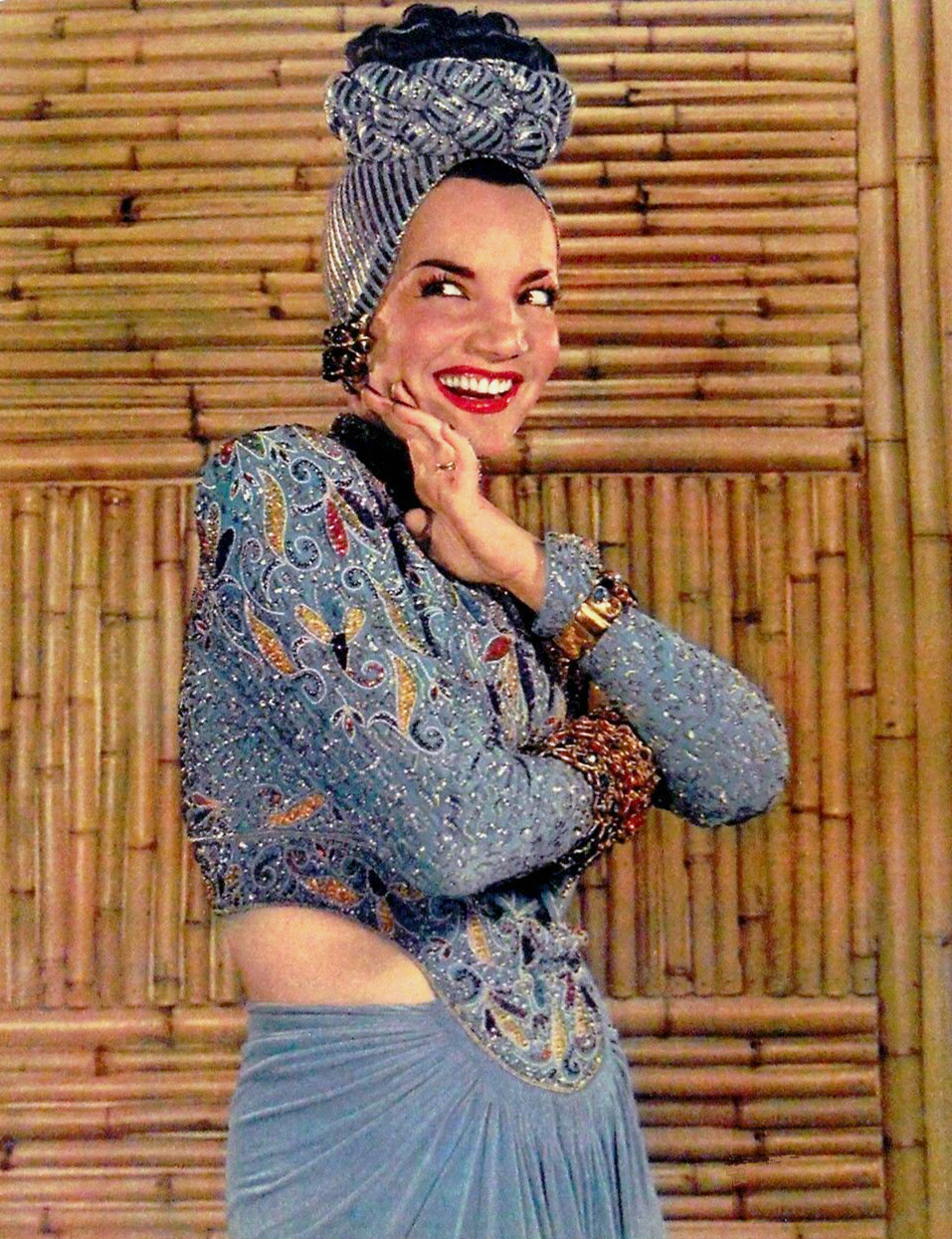
Carmen Miranda, tema do filme Bananas is my Business (1995).

De volta ao Brasil na década de 1990, Helena e David Meyer dirigiram e produziram o documentário Carmen Miranda: Bananas is my Business (1995), que ganhou os prêmios de melhor filme pelo júri popular, da crítica, e o especial do júri no Festival de Brasília. Além disso, levou o Gold Hugo Award de melhor docudrama no Festival Internacional de Cinema de Chicago, e foi selecionado entre os 10 melhores filmes de não-ficção pelo Andrew Sarris Award. Entre outros prêmios, também saiu vitorioso no Festival de Havana e no Festival de Cinema do Uruguai. O filme também foi transmitido nacionalmente nos Estados Unidos pela rede de televisão PBS. e na França pelo Canal+.
Em 2004, concluiu seu primeiro longa-metragem de ficção, Vida de Menina, protagonizado por Ludmila Dayer. O filme recebeu 6 Kikitos no Festival de Gramado, o de melhor filme, melhor roteiro (Elena Soares e Helena Solberg), melhor fotografia (Pedro Farkas), melhor trilha sonora (Wagner Tiso), melhor direção de arte (Beto Mainieri) e o prêmio do júri popular. Ganhou também o prêmio de melhor filme - júri popular, no Festival do Rio.
Em 2009, Palavra Encantada rendeu a Solberg o prêmio de melhor direção no Festival Internacional do Rio, e foi naquele ano documentário mais assistido nos cinemas brasileiros.
Em 2013, é lançado o filme A Alma da Gente. Em abril de 2014, foi homenageada no Festival É Tudo Verdade. Ela também foi tema do livro da jornalista e pesquisadora Mariana Tavares, Helena Solberg – Do Cinema Novo ao documentário contemporâneo lançado em julho do mesmo ano.
Entre março e abril de 2018 teve a retrospectiva integral do seu trabalho patrocinado pelo Centro Cultural Banco do Brasil e organizado pela Associação Filmes de Quintal, em São Paulo, Rio de Janeiro e Brasília. Em 2019, seu filme A Entrevista (1966) foi eleito o 9º melhor curta-metragem brasileiro de todos os tempos pela Associação Brasileira de Críticos de Cinema.

## Vida pessoal
Helena Solberg é casada com o também diretor e cineasta norte-americano David Meyer.

## Filmografia
| Ano  | Trabalho                                           | Creditado como         | Notas |
| ---- | -------------------------------------------------- | ---------------------- | --- |
| 2017 | Meu Corpo Minha Vida                               | Diretora               | |
| 2013 | A Alma da Gente                                    | Diretora               | 4º Cine Fest Brasil - Montevideu 2013 —Melhor Filme Festival de Cinema de Natal 2014 —Melhor Filme |
| 2009 | Palavra (En)cantada                                | Diretora               | Festival do Rio —Melhor Direção |
| 2005 | Vida de Menina                                     | Diretora               | Festival de Gramado —Melhor Filme —Melhor Direção —Melhor Fotografia —Melhor Direção de Arte —Melhor Trilha Sonora —Melhor Roteiro |
| 1997 | Brasil em Cores Vivas                              | Diretora               | |
| 1995 | Carmen Miranda: Bananas is my Business             | Diretora e coprodutora | Festival de Brasília —Melhor Documentário —Melhor Edição de Som —Prêmio da Crítica —Prêmio do Juri Festival de Havana —Melhor Documentário Festival de Cinema do Uruguai —Melhor Documentário Festival Internacional de Cinema de Chicago —Gold Hugo Award Encontro Internacional de Cinema de Portugal —Melhor Documentário |
| 1990 | The Forbidden Land (A Terra Proibida)              | Diretora e Coprodutora | PBS —PBS International Award |
| 1987 | Made In Brazil (filme)                             | Diretora               | |
| 1986 | Home of the Brave (Berço dos Bravos)               | Diretora e Coprodutora | American Film Festival —Blue Ribbon Award |
| 1986 | Portrait of a Terrorist (Retrato de Um Terrorista) | Diretora               | |
| 1983 | Chile: By Reason or By Force                       | Diretora e coprodutora | |
| 1982 | The Brazilian Connection (A Conexão Brasileira)    | Diretora e coprodutora | Global Village Film Festival —Melhor Documentário |
| 1982 | From the Ashes: Nicaragua Today (Nicarágua Hoje)   | Diretora e coprodutora | Emmy de Notícias e Documentários —Background-Análise de História Atual Festival de Cinema de Chicago —Silver Hugo Award American Film Festival —Red Ribbon Award Global Village Film Festival —Melhor Filme |
| 1978 | Simplesmente Jenny                                 | Diretora e Produtora   | American Film Festival —Blue Ribbon Award |
| 1975 | The Emerging Woman (A Nova Mulher)                 | Diretora e Produtora   | American Film Festival —Blue Ribbon Award |
| 1975 | The Double Day (La Doble Jornada)                  | Diretora e Produtora   | |
| 1970 | Meio Dia                                           | Diretora e Produtora   | |
| 1966 | A Entrevista                                       | Diretora e Produtora   | |